# NGC 7404
NGC 7404 је елиптична галаксија у сазвежђу Ждрал која се налази на NGC листи објеката дубоког неба.
Деклинација објекта је - 39° 18' 53" а ректасцензија 22h 54m 18,6s. Привидна величина (магнитуда) објекта NGC 7404 износи 12,8 а фотографска магнитуда 13,8. NGC 7404 је још познат и под ознакама IC 5260, ESO 346-10, MCG -7-47-1, PGC 69964.